# 桑乔特略
桑乔特略，是西班牙卡斯蒂利亚-莱昂萨拉曼卡省的一个市镇。 总面积14平方公里，总人口303人（2001年），人口密度22人/平方公里。